# Joseph Nye
Joseph Samuel Nye Jr. (South Orange, 19 de janeiro de 1937 – Cambridge, 6 de maio de 2025) foi um cientista político norte-americano.

## Vida e carreira
Nye se formou na Universidade de Princeton, depois de estudar filosofia, política e economia em Exeter College na Universidade de Oxford, obeteve seu Ph.D. em ciência política pela Universidade de Harvard.
Em 2005, Nye foi votado um dos dez estudiosos mais influentes de relações internacionais dos Estados Unidos.
Nye foi professor da Universidade de Serviços Distintos na Universidade de Harvard, e anteriormente serviu como reitor da mesma universidade. Ele também atuou como membro da Coalizão de Orientadores para o Projeto de Segurança Nacional.
Em 2011, ele foi nomeado pela Foreign Policy um dos principais pensadores globais com a sua "melhor ideia": Um preço para o carbono. E a sua "pior": ceticismo climático. Ele também apoiou o acordo nuclear com o Irã em 2015.

## Teoria da interdependência e da interdependência complexa
Co-fundador junto com Robert Keohane da teoria da interdependência e da interdependência complexa nas relações internacionais e da teoria do neoliberalismo, desenvolvido em 1977 no seu livro Power and Interdependence. Juntamente com Keohane, ele desenvolveu os conceitos de assimetria e interdependência complexa. Também exploraram as relações transnacionais e da política mundial, em um volume editado em 1970. 

## Soft power
Foi o pioneiro na teoria do soft power. Sua noção de "smart power" tornou-se popular com o uso desta frase por membros da administração Clinton, e na administração Obama.

## Morte
Nye morreu no dia 6 de maio de 2025, 88 anos.

## Publicações

### Livros
- Pan-Africanism and East African Integration. [S.l.]: Harvard University Press. 1965. ISBN 978-0-674-42138-7
- Peace in Parts: Integration and Conflict in Regional Organization. [S.l.]: Little, Brown. 1971
- Keohane, Robert O.; Nye, Joseph S. (1972). Transnational Relations and World Politics (em inglês). [S.l.]: Harvard University Press. ISBN 978-0-674-59315-2
- Keohane, Robert O.; Nye, Joseph S. (1977). Power and Interdependence. World Politics in Transition (em inglês). [S.l.]: Little, Brown. ISBN 978-0-316-48936-2
- Carnesale, Albert (1983). Living with nuclear weapons. Internet Archive. Cambridge, Massachusetts: Harvard Nuclear Study Group, Harvard University Press. ISBN 978-0-674-53665-4
- Allison, Graham T.; Carnesale, Albert; Nye, Joseph (1 de outubro de 1985). «Hawks, doves and owls: a new perspective on avoiding nuclear war». International Affairs. 61 (4): 581–589. ISSN 0020-5850. JSTOR 2617704. doi:10.2307/2617704
- Nuclear ethics. New York: Free Pr. 1988. ISBN 978-0-02-923091-6
- Bound to lead: the changing nature of American power 5. [pr.] ed. New York: Basic Books. 1992. ISBN 978-0-465-00744-8
- Understanding International Conflicts, 6/E (em inglês). [S.l.]: Pearson Education. September 2007. ISBN 978-81-317-1632-8 Verifique data em: |data= (ajuda)
- The Paradox of American Power: Why the World's Only Superpower Can't Go It Alone. [S.l.]: Oxford University Press. 2002. ISBN 978-0-19-983963-6
- Soft Power: The Means To Success In World Politics. [S.l.]: Public Affairs. 2004
- Power in the Global Information Age. [S.l.]: Routledge. 28 de abril de 2004. ISBN 978-1-135-99653-6
- The Power Game. [S.l.]: PublicAffairs. 9 de novembro de 2004. ISBN 978-1-58648-226-8
- The Powers to Lead. [S.l.]: Oxford University Press. 3 de março de 2008. ISBN 978-0-19-975853-1
- The Future of Power. New York: PublicAffairs. 1 de fevereiro de 2011. ISBN 978-1-58648-892-5
- Presidential Leadership and the Creation of the American Era. Princeton (N.J.): Princeton University Press. 2013. ISBN 978-0-691-15836-5
- Is the American Century Over?. [S.l.]: John Wiley & Sons. 5 de março de 2015. ISBN 978-0-7456-9651-5
- Do Morals Matter?. New York, NY: Oxford University Press. 2020. ISBN 978-0-19-093596-2
- Soft Power and Great-Power Competition: Shifting Sands in the Balance of Power Between the United States and China. Col: China and Globalization. Singapore: Springer Nature Singapore. 2023. ISBN 978-981-99-0713-7. doi:10.1007/978-981-99-0714-4
- A Life in the American Century. [S.l.]: John Wiley & Sons. 19 de dezembro de 2023. ISBN 978-1-5095-6069-1

### Artigos e ensaios selecionados
- Nye, Joseph S. (1967). «Corruption and Political Development: A Cost-Benefit Analysis». Cambridge University Press. American Political Science Review. 61 (2): 417–427. JSTOR 1953254. doi:10.2307/1953254
- Nye, Joseph S.; Keohane, Robert O. (1973). «Power and interdependence». International Institute for Strategic Studies. Survival. Global Politics and Strategy. 15 (4): 158–165. doi:10.1080/00396337308441409
- Nye, Joseph S. (1990). «Soft power: The means to success in world politics». Foreign Policy (80): 153–171. JSTOR 1148580. doi:10.2307/1148580
- Nye, Joseph S.; Keohane, Robert O. (1998). «Power and interdependence in the information age». Foreign Affairs. 77: 81–94. JSTOR 20049052. doi:10.2307/20049052
- Nye, Joseph S. (2008). «Public diplomacy and soft power». American Academy of Political and Social Science. The Annals of the American Academy of Political and Social Science. 616 (1): 94–109. doi:10.1177/0002716207311699